# Charles Mackay
Charles Mackay (27. března 1814 Perth, Skotsko – 24. prosince 1889, Londýn, Anglie) byl skotský básník, novinář, spisovatel, antolog, romanopisec a skladatel, který se proslavil především svou knihou Mimořádné populární bludy a šílenství davů (Extraordinary Popular Delusions and the Madness of Crowds).

## Životopis
Charles Mackay se narodil v Perthu ve Skotsku. Jeho otec, George Mackay, byl bombardérem v královském dělostřelectvu a jeho matka Amelia Cargill zemřela krátce po jeho narození.
Mackay byl vzděláván v Caledonian Asylum v Londýně. V roce 1828 ho jeho otec umístil do školy v Bruselu na Boulevard de Namur aby zde studoval jazyky. V roce 1830 žil v Lutychu, kde byl zaměstnán jako soukromý tajemník britského vynálezce a podnikatele Williama Cockerilla. Mackay začal přispívat ve francouzštině do Courrier Belge a do místních novin The Telegraph posílal své básně v angličtině. V létě 1830 navštívil Paříž a rok 1831 strávil s Cockerillem v Aix-la-Chapelle. V květnu 1832 ho jeho otec přivedl zpět do Londýna, kde se uplatnil ve výuce italštiny budoucího manažera opery Benjamina Lumleyho.

## Rodina
Mackay byl dvakrát ženatý – nejprve když pracoval jako redaktor v Glasgowě s Rosou Henriettou Valeovou, kterou měl tři syny a dceru; podruhé se oženil s Mary Elizabeth Mills, která byla pravděpodobně služebnou v jeho domácnosti. Spisovatelka Marie Corelli se narodila jako nemanželská dcera, pravděpodobně počatá v době kdy její matka pracovala u Mackaye v domácnosti. Jeho první manželka zemřela 28. prosince 1859 a jeho druhá manželka v roce 1875.

## Charles Mackay novinář
Mackay se věnoval žurnalistice v Londýně: v roce 1834 příležitostně přispíval do listu The Sun. Od jara 1835 do roku 1844 byl pomocným redaktorem The Morning Chronicle. Na podzim roku 1839 strávil měsíc na dovolené ve Skotsku, kde byl divákem Eglintonova turnaje. Slavnosti se účastnilo mnoho významných hostů včetně knížete Ludvíka Napoleona, budoucího francouzského císaře. Na podzim roku 1844 se přestěhoval do Skotska a stal se redaktorem Glasgow Argus, odešel v roce 1847. Pro The Illustrated London News začal pracovat v roce 1848, redaktorem se stal v roce 1852.

## Další život
V padesátých letech 19. století Mackay navštívil Severní Ameriku a své zážitky publikoval pod názvem Life and Liberty in America: or Sketches of a Tour of the United States and Canada in 1857–58 (Život a svoboda v Americe: či Skeče z turné po Spojených státech a Kanadě v letech 1857–1858 (1859). Během americké občanské války se tam vrátil jako korespondent pro The Times, kde objevil a odhalil spiknutí známé jako Irské republikánské bratrstvo, anglicky Irish Republican Brotherhood.
Mackay měl stupeň LL.D. z Glasgowské univerzity a byl členem společnosti Percy Society. Zemřel v Londýně.

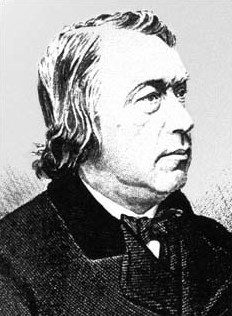
Charles Mackay, 1889

## Dílo
Charles Mackay publikoval Songs and Poems (Písně a básně, 1834), History of London, The Thames and its Tributaries or, Rambles Among the Rivers (Dějiny Londýna, Temže a její přítoky nebo Rambles Among the Rivers, 1840), Extraordinary Popular Delusions and the Madness of Crowds (Mimořádné populární bludy a šílenství davů, 1841). Napsal také historický román s názvem Longbeard o středověkém rebelovi Williamovi Fitzovi Osbertovi. (William Fitz Osbert či William with the long beard – s dlouhým vousem – (zemřel 1196). Sestavil také Gaelic Etymology of the Languages of Western Europe (Gaelská etymologie jazyků západní Evropy a později také Dictionary of Lowland, ve kterém představil své „fantazijní domněnky“, že „tisíce anglických slov sahají do skotské gaelštiny“. Lingvista Anatoly Liberman ho popsal jako „etymologického monomana, kterého už za jeho života nikdo nebral vážně“. V roce 1877 vydal Mackay dvousvazkové vzpomínky na čtyřicet let svého života, literatury a veřejných záležitostech. Od roku 1830 do roku 1870 (Londýn: Chapman & Hall). V druhém svazku popisuje Mackay cestu, kterou podnikl v roce 1849 do Irska v době irského hladomoru.
Jeho sláva spočívala hlavně na jeho písních, z nichž některé, včetně skladby „Cheer Boys Cheer“, byly zhudebněny Henrym Russellem v roce 1846 a měly ohromující popularitu. Některé populární básně jsou Nemáte žádné nepřátele, říkáte? (You have no enemies, you say?) a Kdo bude nejspravedlivější? (Who shall be fairest?).